# Santa Maria de Breda
Santa Maria de Breda és una antiga església parroquial situada a la plaça de la Vila de Breda (Selva), reconvertida en seu de l'Ajuntament i del Museu Municipal Josep Aragay. Està inclosa a l'Inventari del Patrimoni Arquitectònic de Catalunya.

## Història i descripció
La primitiva església romànica va ser construïda entre el 870 i el 1038. El 1162, Guillem, bisbe de Girona, confirmà el lligam amb el monestir de Sant Salvador, el qual comportà algunes disputes entre monjos i rectors. En aquest segle es construí un nou temple d'una nau amb volta apuntada i un absis semicircular, la volta del qual, d'un quart d'esfera, conserva vestigis de pintures murals romàniques. A l'exterior, l'absis està decorat amb un fris d'arcuacions cegues llombardes. En reformes posteriors se li van afegir dues capelles laterals amb volta de creueria, que formen un transsepte.
Adossat al costat de migdia del temple hi ha el campanar vuitavat, començat a construir el 1790 gràcies al rector Agustí i Coll, ja que l'original estava en molt mal estat de conservació. Està format per dos cossos, amb obertures d'arc apuntat. Hi ha dues campanes: la petita, que dona els quarts, data del 1771, i la gran, del 1631. La sagristia, també del segle xviii, fou enderrocada el 1961 en una reforma.
Arran de la Desamortització de Mendizabal (1836), l'església passà a ser la seu de l'ajuntament del poble i s'hi afegiren dos pisos sobre la nau, de manera que a hores d'ara consta de planta baixa i dos pisos. Al centre de la façana principal hi ha la porta d'entrada d'arc rebaixat, i a sobre, un balcó al primer pis. Al segon pis, dos grans finestrals que continuen a la façana lateral esquerra.
El temple també va servir d'escola, seu d'una entitat bancària i el 1974, la zona del presbiteri va ser habilitada com a seu del Museu Municipal Josep Aragay.